# Pogonatum oligodus
Pogonatum oligodus là một loài Rêu trong họ Polytrichaceae. Loài này được (Kunze ex Müll. Hal.) Mitt. miêu tả khoa học đầu tiên năm 1869.